# Шапел ди Мон де Франс
Шапел ди Мон де Франс (фр. Chapelle-du-Mont-de-France) насеље је и општина у источном делу централне Француске у региону Бургоња, у департману Саона и Лоара која припада префектури Макон.
По подацима из 2011. године у општини је живело 178 становника, а густина насељености је износила 19,54 становника/km². Општина се простире на површини од 9,11 km². Налази се на средњој надморској висини од 314 метара (максималној 546 m, а минималној 294 m).

## Демографија
| 1962. | 1968. | 1975. | 1982. | 1990. | 1999. | 2011. |
| ----- | ----- | ----- | ----- | ----- | ----- | ----- |
| 171   | 208   | 188   | 171   | 175   | 172   | 178   |

График промене броја становника у току последњих година